# 北長狭通
北長狭通（きたながさどおり）は兵庫県神戸市中央区の町名。現行行政地名は北長狭通一丁目から北長狭通八丁目。郵便番号は650-0012。

## 地理

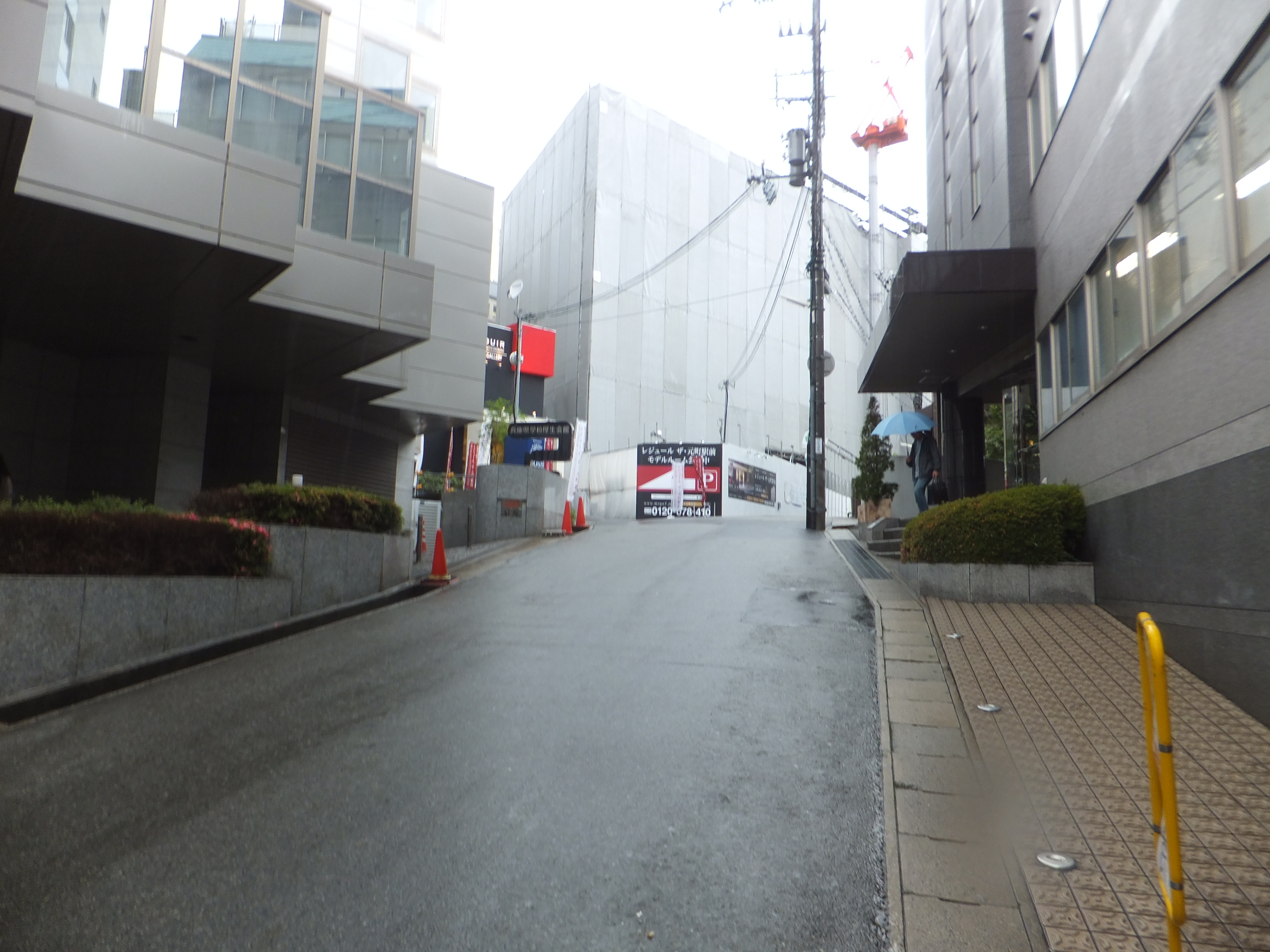
当地の街並み
北長狭通4丁目で撮影

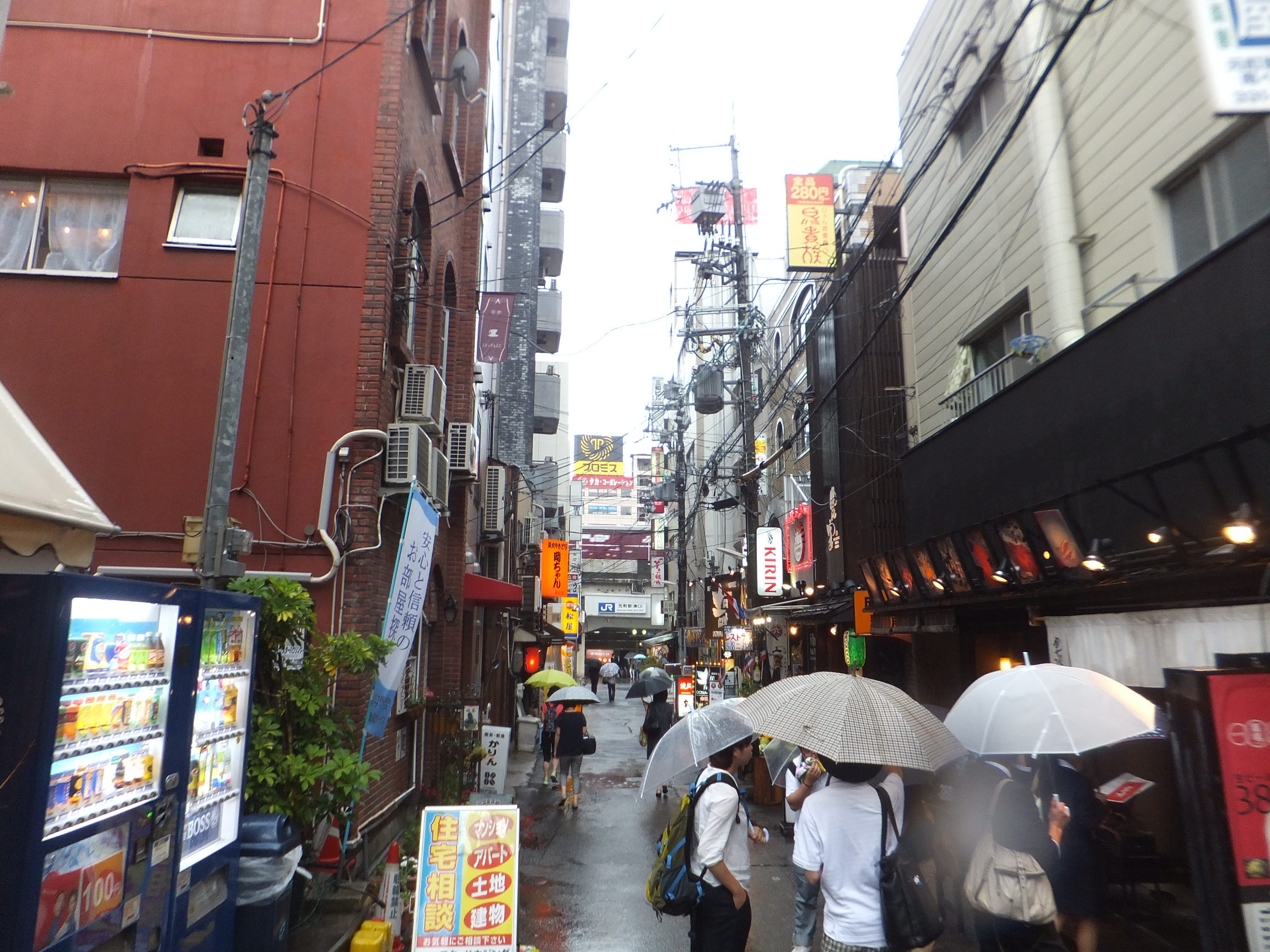
当地の商業地域
北長狭通4丁目で撮影

旧生田区東部のJR東海道本線および阪急神戸高速線の北側の区域である。商業地域が殆どを占め、飲食店・事務所・商店のビルや集合住宅が建ち並ぶ。また幾つかの風俗店（ファッションヘルス）も立ち並んでいる。
東は加納町、南は東から順に三宮町、元町通、元町高架通、西は南から順に多聞通、橘通、北は西から順に楠町、下山手通、花隈町、下山手通、中山手通。東西に非常に細長く東から順に一～八丁目があり、五丁目と六丁目の間は一見途切れているように見えるが六丁目東部は道路上にあって花隈駅が属する。

## 歴史
明治7年（1874年）に神戸町のうち大手町・浜ノ町・札場町・松屋町・中ノ町・西ノ町・城下町・東本町・八幡町・市場町・花隈町・生田宮町・北野町の各一部から成立。『西摂大観』によれば、町名の由来は古代の地名活田長峡国からとったが「狭」と間違えたからという。一説には生田神社の祭主・海上五十狭茅の「狭」と混同したとも、「長ヲサ」で長形地割の田の多い所（ヲサは田一枚の事、田そのものをいう）から付いたともいう。
初代兵庫県知事・伊藤博文は六丁目にあった橋本花壇（後の花隈の料亭吟松亭）を仮住居とし、一年余り風雅な生活を送ったといわれる。
明治中期～区制施行まで「神戸」を冠称して神戸北長狭通とされていた。
はじめ神戸町、明治12年（1879年）より神戸区、明治22年（1889年）より神戸市、昭和6年（1931年）より神戸市生田区、昭和55年（1980年）より神戸市中央区に所属。
また『兵庫県八部郡地誌』（明治16年5月頃）に「西宇治川ヨリ東旧生田川ニ至ルノ左右道路始テ接続ス。北ヲ北長狭通リトシ南ヲ南長狭通リト云フ」と見えるが、「南長狭通」は町名として定着せず間もなく消滅した。
- 明治7年（1874年）- 官営鉄道（現JR）三ノ宮駅が開業（現在の元町駅に近い場所）。
- 明治12年（1879年）- 四丁目に神戸市役所設置。
- 明治14年（1881年）- 地内の県庁舎内に市役所が移転。
- 明治15年（1882年）- 四丁目に神戸小学校設立、明治17年校舎完成。[2]
- 明治20年（1887年）- 市役所が兵庫東川崎町へ移る。
- 明治27年（1894年）- 神戸浜宇治野町の一部を編入。この頃英学校や商業学校などが相次いで開設された。
- 昭和6年（1931年）- 省線三ノ宮駅が現在地に移転。
- 昭和9年（1934年）- 省線元町駅が開業。
- 昭和11年（1936年）- 阪神元町駅が開業。
- 昭和11年（1936年）- 京阪神急行電鉄（現阪急電鉄）が高架で三宮駅に乗り入れ。
- 昭和23年（1948年）- 生田中学校を分割して長狭中学校を設立。
- 昭和26年（1951年）- 長狭中学校、神戸中学校と改称。
- 昭和43年（1968年）- 神戸高速鉄道開通・花隈駅開設。
- 昭和55年（1980年）- 一部が元町高架通・中山手通一～八丁目となり、下山手通一～九丁目・花隈町と境界変更。
- 昭和60年（1985年）- 神戸市営地下鉄西神・山手線三宮駅が開業。
- 平成2年（1990年）- 神戸中・生田中が統合され、神戸中および摩耶兵庫高移転跡地に神戸生田中学校設立。
- 平成30年（2018年） - 北長狭通一丁目および二丁目が暴力団排除条例の改正に伴い暴力団排除特別強化地域に指定[3]。

## 人口統計
- 平成17年国勢調査（2005年10月1日現在）での世帯数1,365、人口1,992、うち男性997人、女性995人[4]
- 昭和63年（1988年）の世帯数943・人口2,118[5]。
- 昭和35年（1960年）の世帯数2,068・人口8,323[5]
- 大正9年（1920年）の世帯数2,243・人口10,354[5]
- 明治34年（1901年）の戸数1,956・人口8,290[5]
- 明治25年（1892年）の戸数1,367・人口5,985[5]

## 施設
- 四丁目に神戸生田中学校がある。

## 出身・ゆかりのある人物
- 井上雪子（女優）
- 坪田十郎（衆議院議員） - 住所が北長狭通[6]。
- 新田仲太郎（海運業、資産家） - 内外汽船社長。愛媛県人で、住所が北長狭通。
- 村瀬春雄（保険学の祖） - 東京高等商業学校（現一橋大学教授）。北長狭通出身。